# Glasowbachniederung
Das Naturschutzgebiet Glasowbachniederung liegt auf dem Gebiet der Gemeinde Blankenfelde-Mahlow im Landkreis Teltow-Fläming in Brandenburg.
Das Gebiet mit der Kenn-Nummer 1582 wurde mit Verordnung vom 17. September 2009 unter Naturschutz gestellt. Das rund 90 ha große Naturschutzgebiet erstreckt sich entlang des Glasowbaches zwischen Blankenfelde im Südwesten und Glasow im Nordosten. Durch den östlichen Teil des Gebietes verläuft die B 96, nordwestlich erstreckt sich das knapp 55 km² große Landschaftsschutzgebiet Diedersdorfer Heide und Großbeerener Graben.